# 向日葵 (Cup'sのアルバム)
『向日葵』（ひまわり）はCup'sの2ndアルバム。

## 収録曲
1. OH! CHERRY BOY
2. Crazy dizzy nights
3. MY LIFE
4. Go! Go! Summer Boys(inst.)
5. I'M NOT A LOSER
6. せめて笑顔で
7. 向日葵
8. あのKissは今も忘れない
9. 恋のスコール(inst.)
10. Give me your heart
11. Cry For The Moon
12. 祈る言葉もない
13. Try To Remember
14. 涙のローリングナイト

作詞・作曲:内田幸宏・内田宜宏
編曲:内田幸宏・内田宜宏・加藤貴也・樫山賢一

## 参加ミュージシャン
- 内田宜宏 - ギター
- 内田幸宏 - ギター・キーボード
- 加藤貴也 - キーボード、その他楽器
- 寺尾広 - キーボード